# Итоговый турнир WTA 2014

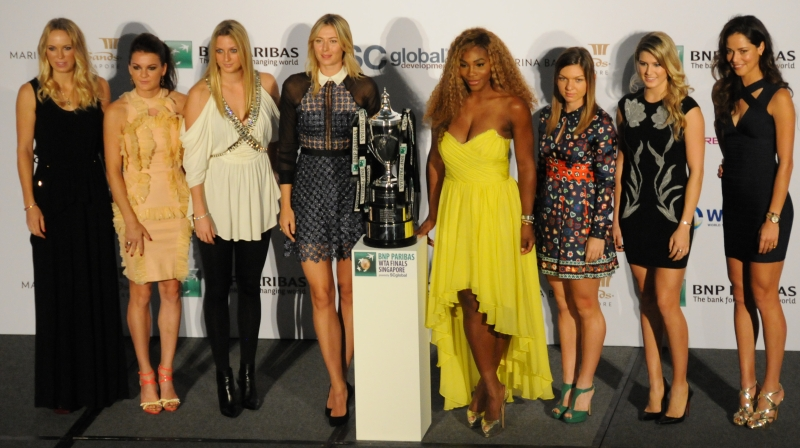
Участницы Финала тура WTA 2014 года в одиночном разряде

Финал тура WTA 2014 (англ. 2014 WTA Finals) — турнир сильнейших теннисисток, завершавшее сезон WTA. В 2014 году проходило 44-е по счёту соревнование для одиночных игроков и 39-е для парных. Традиционно турнир проводился поздней осенью — с 17 по 26 октября на кортах Сингапурского крытого стадиона в Сингапуре.
Прошлогодние победители:
- одиночки —  Серена Уильямс
- пары —  Пэн Шуай /  Се Шувэй

## Квалификация
Квалификация на этот турнир происходит по итогам чемпионской гонки WTA.

### Одиночный турнир
Золотистым цветом выделены теннисистки, отобравшиеся на Финал тура в Сингапуре. 
 Серебристым — запасные на турнире, красным — те кто отобрался на турнир в качестве участника или запасного, но не смог принять участие в нём. 
| Рейтинг Чемпионской гонки 2014 года. | Рейтинг Чемпионской гонки 2014 года. | Рейтинг Чемпионской гонки 2014 года. | Рейтинг Чемпионской гонки 2014 года. | Рейтинг Чемпионской гонки 2014 года. |
| #                                    | Теннисистка                          | Очки                                 | Турниры                              | Дата квалификации                    |
| ------------------------------------ | ------------------------------------ | ------------------------------------ | ------------------------------------ | ------------------------------------ |
| 1                                    | Серена Уильямс                       | 7 146                                | 17(15)                               | 5 сентября                           |
| 2                                    | Мария Шарапова                       | 6 680                                | 15                                   | 9 сентября                           |
| 3                                    | Петра Квитова                        | 5 597                                | 18                                   | 27 сентября                          |
| 4                                    | Симона Халеп                         | 5 403                                | 19(18)                               | 15 сентября                          |
| 5                                    | Эжени Бушар                          | 4 523                                | 22                                   | 2 октября                            |
| 6                                    | Агнешка Радваньская                  | 4 441                                | 20                                   | 2 октября                            |
| 7                                    | Ана Иванович                         | 4 390                                | 21                                   | 2 октября                            |
| 8                                    | Каролина Возняцки                    | 4 045                                | 19                                   | 2 октября                            |
| 9                                    | Анжелика Кербер                      | 3 480                                | 22                                   |                                      |
| 10                                   | Екатерина Макарова                   | 2 970                                | 20                                   |                                      |

В число участников одиночного турнира помимо 8 игроков основной сетки включают также двоих запасных.

### Парный турнир
| Рейтинг Чемпионской гонки 2014 года. | Рейтинг Чемпионской гонки 2014 года.   | Рейтинг Чемпионской гонки 2014 года. | Рейтинг Чемпионской гонки 2014 года. | Рейтинг Чемпионской гонки 2014 года. |
| #                                    | Команда                                | Очки                                 | Турниры                              | Дата квалификации                    |
| ------------------------------------ | -------------------------------------- | ------------------------------------ | ------------------------------------ | ------------------------------------ |
| 1                                    | Роберта Винчи Сара Эррани              | 9 315                                | 18                                   | 11 июля                              |
| 2                                    | Пэн Шуай Се Шувэй                      | 5 262                                | 12                                   | 10 сентября                          |
| 3                                    | Кара Блэк Саня Мирза                   | 5 185                                | 21                                   | 22 сентября                          |
| 4                                    | Елена Веснина Екатерина Макарова       | 5 130                                | 13                                   | 10 сентября                          |
| 5                                    | Ракель Копс-Джонс Абигейл Спирс        | 4 240                                | 21                                   | 25 сентября                          |
| 6                                    | Квета Пешке Катарина Среботник         | 3 950                                | 18                                   | 2 октября                            |
| 7                                    | Гарбинье Мугуруса Карла Суарес Наварро | 3 515                                | 12                                   | 5 октября                            |
| 8                                    | Алла Кудрявцева Анастасия Родионова    | 3 410                                | 21                                   | 12 октября                           |

## Соревнования

### Одиночные соревнования
Серена Уильямс обыграла  Симону Халеп со счётом 6-3, 6-0.
- Уильямс выигрывает 7-й одиночный титул в сезоне и 64-й за карьеру в туре ассоциации.
- Халеп сыграла 5-й одиночный финал в сезоне и 14-й за карьеру в туре ассоциации.

### Парные соревнования
Кара Блэк /  Саня Мирза обыграли  Пэн Шуай /  Се Шувэй со счётом 6-1, 6-0.
- Блэк выигрывает 3-й парный титул в сезоне и 60-й за карьеру в туре ассоциации.
- Мирза выигрывает 3-й парный титул в сезоне и 22-й за карьеру в туре ассоциации.